# 細川大輔
細川 大輔（ほそかわ だいすけ、男性、1982年4月18日 - ）は、日本の元競泳選手。兵庫県尼崎市出身。100m自由形及び200m自由形の元日本記録保持者。2003年世界水泳選手権400mメドレーリレー銅メダリスト、2005年世界水泳選手権400mメドレーリレー銅メダリスト、2007年世界水泳選手権400mメドレーリレー銀メダリスト。

## 来歴
- 尼崎市立尼崎北小学校[1]→尼崎市立塚口中学校[2]→報徳学園高等学校→中央大学法学部[3]
- グンゼスポーツクラブ所属
- 2008年4月 北京五輪代表選考を兼ねた日本選手権を最後に現役を引退[4]
- 引退後、同じく引退した今村元気らと共に『Liens』という水泳チームを設立
- 現在は北島康介の主宰する教室、その他で指導者の道を歩む。家庭教師ガンバの特別授業を指導している。
- 2014年4月11日、元競泳選手の寺川綾と結婚。[5]
- 2019年10月27日放送のNHK大河ドラマ『いだてん〜東京オリムピック噺〜』に、古橋廣之進を演じた北島康介とともに競泳選手の橋爪四郎役で出演した。

## 主な成績
- 2005年7月、モントリオール世界水泳100m自由形50秒07で22位[6]、50ｍ自由形23秒13で32位。
- 2006年8月、第10回パンパシフィック水泳選手権100m自由形50秒38で13位、200m自由形1分51秒15で13位[7]。
- 2007年3月、メルボルン世界水泳100m自由形49秒86で23位、200m自由形1分49秒79で22位[8]。

## 自己ベスト
| 泳法   | 距離 | 水路   | 記録      | 樹立日        | 大会名                         | 備考                           |
| ------ | ---- | ------ | --------- | ------------- | ------------------------------ | ------------------------------ |
| 自由形 | 50m  | 長水路 | 23秒08    | 2006年10月2日 | 第61回兵庫国民体育大会         | 予選男子200m混合リレー第一泳者 |
| 自由形 | 100m | 長水路 | 49秒86    | 2007年4月1日  | 第12回メルボルン世界水泳選手権 |                                |
| 自由形 | 200m | 長水路 | 1分49秒22 | 2007年8月23日 | 世界競泳2007 in Japan          | 予選                           |